# Idiocera paulsi
Idiocera paulsi là một loài ruồi trong họ Limoniidae. Chúng phân bố ở miền Cổ bắc.